# Armour of God
Armour of God (Chinees: 龍兄虎弟, Long xiong hu di) is een Hongkongse martialartsfilm uit 1986. De film werd deels geschreven en geregisseerd door Jackie Chan, die tevens de hoofdrol in de film vertolkt. Andere rollen werden gespeeld door Alan Tam, Maria Dolores Forner en Rosamund Kwan.

## Verhaal
Armour of God draait om Jackie, alias Asian Hawk, een avonturier en huurling. Hij trad ooit op in een band met zijn vrienden Alan en Laura, totdat Alan hem uit de band zette omdat hij Laura voor zichzelf wilde. Alan is nu nog steeds een succesvolle zanger en Laura een kledingontwerpster.
Aan het begin van de film steelt Jackie een zwaard van een Afrikaanse stam. Dit zwaard is een van de vijf stukken van een legendarisch harnas, genaamd het “harnas van God”. Jackie wordt opgejaagd door een kwaadaardige sekte die het harnas wil vernietigen. Deze sekte heeft al twee andere stukken bemachtigd. Om de laatste drie stukken ook te krijgen ontvoeren ze Laura en dwingen Alan en Jackie om de ontbrekende stukken voor hen te vinden.

## Rolverdeling
| Acteur                 | Personage                               |
| ---------------------- | --------------------------------------- |
| Jackie Chan            | Jackie/Asian Hawk                       |
| Alan Tam               | Alan                                    |
| Maria Dolores Forner   | May Bannon                              |
| Rosamund Kwan          | Laura                                   |
| Bozidar Smiljanic      | Count Bannon                            |
| Ken Boyle              | Grand Wizard                            |
| John Ladalski          | Lama                                    |
| Robert O'Brien         | medicijnman                             |
| Boris Gregoric         | Jackies vertegenwoordiger op de veiling |
| Alicia Shonte          | vrouwelijke ruiter                      |
| Vivian Wycliffe        | vrouwelijke ruiter                      |
| Stephanie Evans        | vrouwelijke ruiter                      |
| Linda Denley           | vrouwelijke ruiter                      |
| Marcia Chisholm        | vrouwelijke ruiter                      |
| Bo Svensson            | Munk                                    |
| William Williams       |                                         |
| Anthony Chan           | lid van de band                         |
| Kenny Bee              | lid van de band                         |
| Bennett Pang           | lid van de band                         |
| Clarence Fok Yiu-leung | lid van de band                         |
| Carina Lau             | lid van de band                         |
| Danny Yip              | lid van de band                         |

## Achtergrond
De film werd opgenomen in het voormalige Joegoslavië, in Zagreb. Verder vonden opnames plaats in Kroatië en nabij Postojna, Slovenië, waaronder de Predjamaburcht.
Tijdens de opnames kreeg Chan een ernstig ongeluk, dat hem bijna fataal werd. Voor een scène moest hij van een muur naar boomtak springen. De eerste opname ging goed, maar Chan was niet tevreden over het resultaat en wilde de scène overdoen. Bij de tweede sprong brak de tak echter af en viel Chan met zijn hoofd op een steen, waarbij hij een schedelbreuk opliep. Chan had een maand nodig om voldoende te herstellen voor de rest van de opnames. Als gevolg van dit ongeluk heeft Chan nog steeds een gat in zijn schedel, dat nu is opgevuld met een plastic vulling. Ook is hij enigszins doof aan één oor geworden.
De film werd in de Verenigde Staten niet in de bioscopen uitgebracht.

## Prijzen en nominaties
In 1988 werd Armour of God genomineerd voor een Hong Kong Film Award in de categorie beste actie choreografie, maar de film won deze prijs niet.